# Pseudospermum commutatum
Pseudospermum commutatum är en flockblommig växtart som beskrevs av Samuel Frederick Gray. Pseudospermum commutatum ingår i släktet Pseudospermum och familjen flockblommiga växter. Inga underarter finns listade i Catalogue of Life.